# Повіт Кайфу
Пові́т Ка́йфу (яп. 海部郡, かいふぐん, МФА: [kai̯ɸu guɴ]) — повіт в префектурі Токушіма, Японія. Станом на 1 серпня 2012 року його площа становила 525 км². Населення складало 22 040 осіб, а густота населення — 42 осіб/км². До складу повіту входять містечка Каййо, Мінамі та Муґі.